# Asami Kai
Asami Kai (甲斐 麻美 Kai Asami?) (Kumamoto, Japón; 9 de enero de 1987) es una actriz y gravure idol japonesa, conocida por su rol de Urara Ozu y Magi Blue en la serie Super Sentai Mahō Sentai Magiranger que se emitió desde el 13 de febrero de 2005 hasta el 12 de febrero de 2006.

## Filmografía

### Televisión
- Mahō Sentai Magiranger (2005): Urara Ozu (小津 麗 Ozu Urara?)/Magi Blue (マジブルー Maji Burū?)
- Gakincho - Return Kids - (2006)
- Joshi Ana Icchokusen! (2007)

### Películas
- Mahō Sentai Magiranger the Movie: Bride of Infershia (3 de septiembre de 2005): Urara Ozu (小津 麗 Ozu Urara?)/Magi Blue (マジブルー Maji Burū?)
- Chō Ninja Tai Inazuma! (2006): Kaguya/Shiden
- Mahō Sentai Magiranger vs. Dekaranger (10 de marzo de 2006): Urara Ozu (小津 麗 Ozu Urara?)/Magi Blue (マジブルー Maji Burū?)